# Під Гараєм (дендропарк)
Під Гара́єм — дендрологічний парк місцевого значення в Україні. Розташований у межах міста Жовква Львівської області, вул. Лісна, 3. 
Площа 2,1 га. Статус присвоєно згідно з рішенням Львівської облради від 12.04.2019 року № 816. Перебуває у віданні ДП «Жовківське лісове господарство» (В'язівське лісництво, кв. 76, вид. 5). 
Статус присвоєно з метою збереження дендропарку, створеного на території контори ДП «Жовківське лісове господарство». Зростає близько 93 види рослин (природний ареал: Карпати, Північна Америка, Китай, Південна Європа), серед яких кілька сортів бузку, тамарикс галузистий, півонія кущова, клен пальмолистий, сакура тощо. Дендропарк використовується з науковою та освітньою метою, організовуються екскурсії для школярів.